# Brücke Bahnhofstraße (Löbejün)

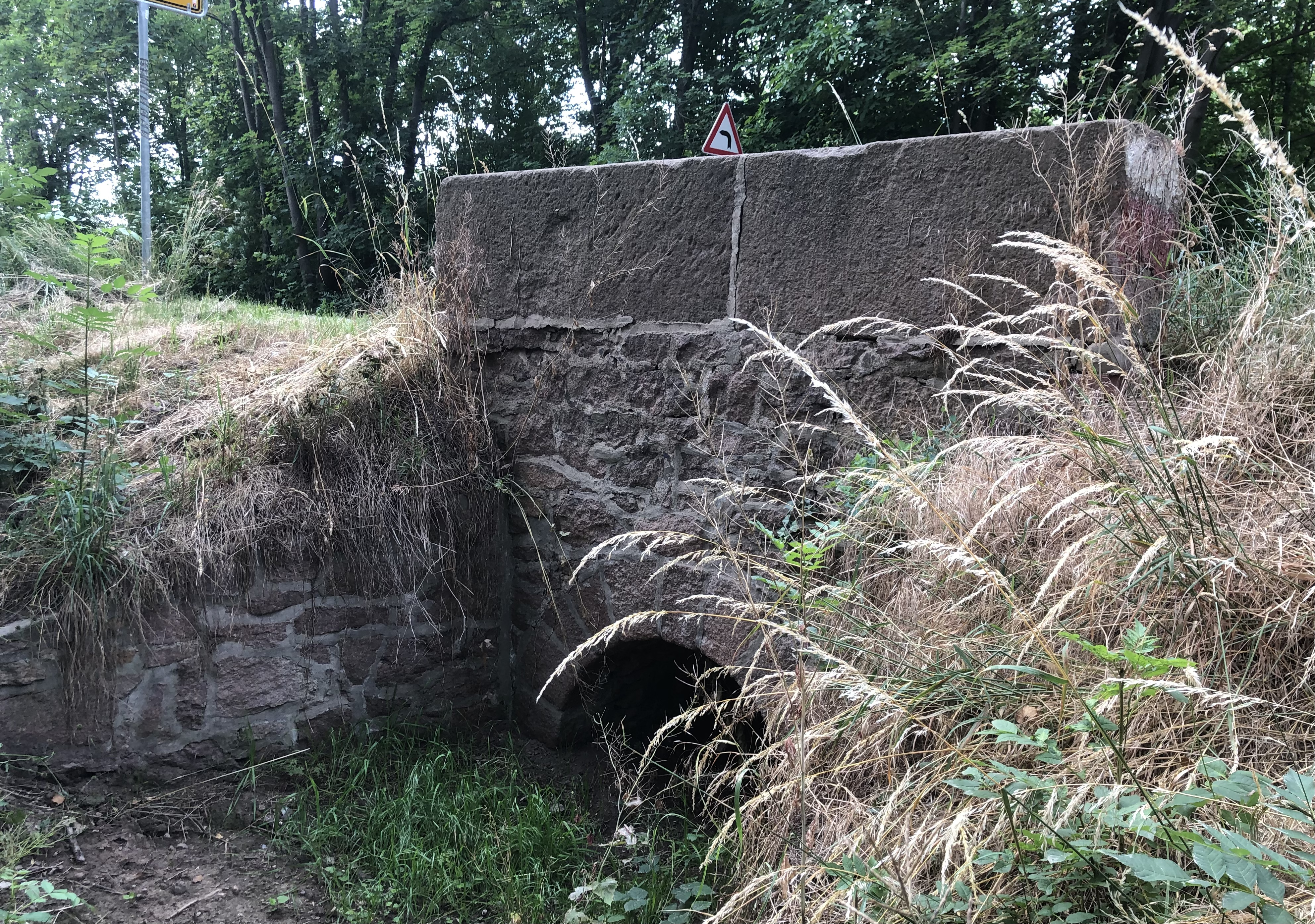
Brücke Bahnhofstraße, Südseite, 2022

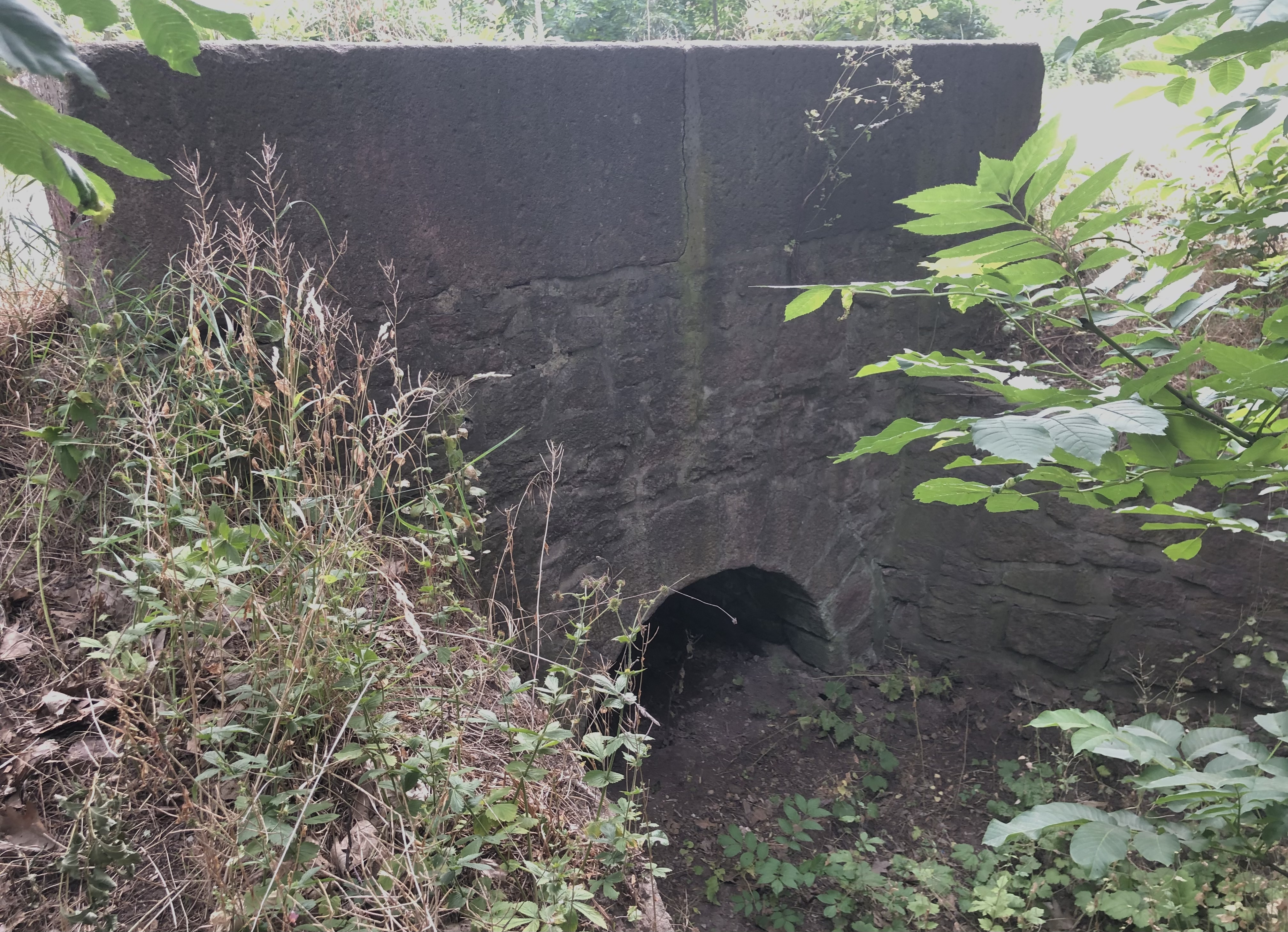
Nordseite

Die Brücke Bahnhofstraße ist eine Brücke im Ortsteil Löbejün in der Stadt Wettin-Löbejün in Sachsen-Anhalt. Sie wurde zeitweise als denkmalgeschützt betrachtet, ist derzeit (Stand 2022) jedoch nicht mehr als Baudenkmal geführt.

## Lage
Die Brücke befindet sich vor der Ortslage von Löbejün und führt die von Westen nach Löbejün hineinführende, hier als Bahnhofstraße benannte Kreisstraße K 2121 über einen kleinen, zeitweilig wasserführenden, unbenannten Graben. Etwas weiter südlich steht das Kriegerdenkmal Löbejün.

## Architektur und Geschichte
Die kleine Brücke wurde in der Zeit um das Jahr 1880 errichtet. Sie ist als Rundbogen ausgeführt und wurde aus Porphyr gemauert. Über die Brücke verläuft die zweispurige Bahnhofstraße.
Im örtlichen Denkmalverzeichnis war die Brücke 2015 unter der Erfassungsnummer 094 55214 als Baudenkmal verzeichnet. und wurde auch noch 2020 geführt. Im Jahr 2022 gab es im Denkmalinformationssystem des Landes Sachsen-Anhalt jedoch keine Angabe zur Brücke mehr.